# Личная жизнь певицы Мадонны
Личная жизнь Мадонны, американской певицы и автора песен, была объектом пристального внимания общественности и СМИ на протяжении десятилетий.

## Семья
У Мадонны четыре брата и три сестры. Оба старших брата Мадонны стали наркоманами в подростковом возрасте и издевались над сестрой, с детства заложив в ней неприязненное отношение к наркотикам. Книга младшего родного брата певицы гомосексуала Кристофера Чикконе «Жизнь с моей сестрой Мадонной» вышла против её воли в июле 2008 года, навредив репутации певицы и её тогдашнего мужа.

### Родители
- Отец: Сильвио Энтони[A 1] Чикконе[A 2] (род. 2 июня 1931) — инженер-конструктор, на пенсии профессионально занялся виноделием[6].
- Мать: Мадонна Луиз Чикконе (1933—1963), девичья фамилия — Фортен (читается по-русски как [fɐrˈtɛn])[A 3], в первом браке с 1955 г. до 1963 г. — техник рентгеновского кабинета[7][8].
  - Бабушка: Элси Мэй Фортен (1911—2011), не дожила 3 месяца до 100-летия[9].

Хотя оба родителя Мадонны — американцы по гражданству, в её творчестве сильно влияние итальянской крови по отцу и франко-канадской по матери.
- Мачеха: Джоан Клэр Чикконе (3 февраля 1943 — 24 сентября 2024)[11], девичья фамилия — Густафсон[A 4], в первом браке с 1966 года — гувернантка и, впоследствии, домохозяйка[12].

### Братья и сёстры
- Мартин (род. 1957)
- Энтони (1957—2023) — добровольно был бездомным[13][14]
- Пола (род. 1959)
- Кристофер (1960—2024) — автор скандальной биографии[15][16]
- Мелани (род. 1962) — замужем за Джо Хенри[англ.][nb 1]
- Дженнифер (род. 1967) — сводная сестра
- Марио (род. 1968) — сводный брат[1]

### Исследования ДНК
По данным MyHeritage, обнародованным в 2019 году, среди предков певицы — датский король Вальдемар II Победоносный — потомок династий Эстридсенов и Рюриковичей, в том числе — Гиты Уэссекской, дочери последнего правившего англосаксонского короля. Также является дальней родственницей, как минимум, семерых победителей конкурса песни «Евровидение»: канадки Селин Дион, шведов Бенни Андерссона и Шарлотты Перелли (также происходящей от Вальдемара II), датчанки Эммили де Форест, норвежки Ханне Крог, француженки Франс Галль и португальца Сальвадора Собрала.

## Дети
Мадонна дважды была замужем: за актёром Шоном Пенном (1985—1989) и режиссёром Гаем Ричи (2000—2008). У неё двое биологических и четверо приёмных детей из Малави. Личная жизнь часто становилась материалом для песен.
| № | Имя                            | Дата рождения | Место рождения                      | Год усынов- ления | Связываемые песни / работы | Примечания |
| - | ------------------------------ | ------------- | ----------------------------------- | ----------------- | --- | --- |
| 1 | Лурдес Мария Чикконе-Леон      | 14.10.1996    | Нью-Йорк, · Нью-Йорк, · США         | —                 | Песня «Little Star» (Ray of Light); совместный бренд молодёжной одежды Material Girl. Снялась в клипе «Celebration». Бэк-вокал на треке «Superstar» (MDNA). | Дочь от кубинского фитнес-тренера и начинающего актёра Карлоса Леона. |
| 2 | Рокко Джон Ричи                | 11.08.2000    | Лос-Анджелес, · Калифорния, · США   | —                 | Песня «Intervention» (American Life); танцор тура «MDNA Tour». Снялся в клипе «Bitch I'm Madonna».                                                          | Сын от будущего мужа Гая Ричи. Мадонна поспособствовала популяризации в мейнстриме имени «Рокко» для детей (см. культовую оперу «Фиделио», где персонаж с этим именем — тюремщик). В марте 2016 года Мадонна без борьбы уступила право опеки над 15-летним сыном Рокко бывшему мужу и его новой жене. В сентябре того же года Рокко был задержан за хранение и употребление наркотиков у лондонского дома Гая Ричи — в полицию позвонили возмущённые соседи. |
| 3 | Дэвид Банда Мвале Чикконе-Ричи | 24.09.2005    | Малави (входит в Содружество наций) | 2006              | Соавтор песни «Batuka» (Madame X). | Певица и Гай Ричи усыновили годовалого мальчика из Малави. |
| 4 | Чифундо Мерси Джеймс Чикконе   | 22.01.2006    | Малави (входит в Содружество наций) | 2009              | Педиатрический институт хирургии и интенсивной терапии Мерси Джеймс                                                                                         | Уже после развода певица удочерила ещё одного ребёнка — малавийскую девочку. |
| 5 | Эстер Чикконе                  | 24.08.2012    | Малави (входит в Содружество наций) | 2017              | — | Удочерила четырёхлетних сестёр-близнецов из Малави. |
| 6 | Стелла Чикконе                 | 24.08.2012    | Малави (входит в Содружество наций) | 2017              | — | Удочерила четырёхлетних сестёр-близнецов из Малави. |

## Замужества
В августе 2022 года Мадонна впервые призналась, что сожалеет об обоих своих решениях выйти замуж. Она прокомментировала свои замужества фразой: «Это была не самая лучшая идея».

### Шон Пенн
16 августа 1985 года вышла замуж за актёра Шона Пенна. Вместе супруги снялись в фильме «Шанхайский сюрприз», который стал первым кинопровалом в карьере Мадонны. Окончательное расставание произошло в 1988 году, а развод был оформлен в сентябре 1989 года. Единственное документальное свидетельство о якобы имевших место жестоких побоях в декабре 1988 года, копия которого якобы имелась в наличии у неофициального биографа Кристофера Андерсена, уже утилизировано полицией за сроком давности.
В 2014 году свадебное платье было продано с аукциона за $81 250 долларов. Особой популярностью у коллекционеров также пользовались пригласительные билеты на свадьбу, на которых будущие супруги были нарисованы в виде зомби: Шон — с банкой пива, Мадонна — с веерными граблями.

### Гай Ричи
22 декабря 2000 года вышла замуж за режиссёра Гая Ричи, бывшего пасынка баронета. Родной отец Гая — Джон Ричи — вёл свою родословную от короля Эдуарда I, и после развода с его матерью женился на Ширен Ричи, баронессе Ричи из Бромтона, ставшей впоследствии свекровью Мадонны. С января 2001 года отношения в семье осложнились тем открытым британской прессой фактом, что у Гая Ричи есть единоутробный брат (по матери) — Кевин Бэйтон. Эмбер, будущая леди Лейтон, родила его в подростковом возрасте, отдала на усыновление и не видела почти 40 лет.
Биограф Люси О’Брайен обратила особое внимание на следующую совместную работу четы Ричи — фильм «Унесённые», главную героиню которого в исполнении Мадонны зовут аналогично матери режиссёра — Эмбер Лейтон. Фильм так и не вышел в прокат в Великобритании и стал последней работой Мадонны в кино в качестве актрисы. В 2007 году состоялся её дебют в качестве режиссёра — фильм «Грязь и мудрость». В октябре 2008 года Мадонна и Гай объявили о разводе.
Мадонна и Гай Ричи также имели отдельные родственные связи, соответственно, с герцогиней Камиллой и герцогиней Кэтрин. Семья (клан) Ричи исторически являлась частью клана Макинтошей, используя соответствующие цвета тартана. В современности основной цвет тартана обозначает религию клана: красные и зелёные — католики, синие — протестанты.

## Место жительства
С 1978 года Мадонна жила, в основном, в Нью-Йорке. В начале 2000 года по причине беременности от Гая Ричи, тогда снимавшего фильм «Большой куш», скучающая в разлуке певица была вынуждена переехать к бойфренду на постоянное место жительства в Лондон. Во время брака с Гаем Ричи (2000—2008) Мадонна автоматически обладала вторым британским подданством, которое утратила с разводом. Тем не менее, в 2011 году она по-прежнему платила налоги в Великобритании. В 2019 году в «Шоу Грэма Нортона» 60-летняя певица поделилась мнением, что ей в последнюю очередь дадут орден OBE (Орден Британской империи), хотя она и продолжает платить налоги в Великобритании.
В сентябре 2017 года Мадонна переехала на постоянное место жительства в португальский Лиссабон. В этом городе её приёмный сын Дэвид Банда успешно прошёл отбор в лучшую футбольную школу года по версии Globe Soccer Awards — академию ФК «Бенфика». В августе 2018 года она подтвердила предположения, что неожиданная победа Дональда Трампа на президентских выборах в США также повлияла на это решение (см. статью Ubi bene, ibi patria). В сентябре 2022 года, к 17-летию Дэвида Банды, стало известно, что скорее всего певица покинет страну в ближайший год, поскольку профессиональная футбольная карьера Дэвида Банды может продолжиться в другой стране.

## Романы
По мнению биографов и психиатра Кита Аблоу, из-за трагической потери матери в 5-летнем возрасте Мадонна стала крайне неуверенной в себе и стала подвластна женской версии эдипова комплекса. До первого замужества вела себя как «мачо в юбке»: была одержима сексозависимостью и иногда встречалась параллельно с тремя парнями. Хотя оба раза замуж она выходила за мужчин англосаксонского типажа, но в качестве любовников отдавала особое предпочтение латиноамериканцам и «светлым» чернокожим.
Между периодами браков Мадонну часто критиковали за постоянное наличие у неё бойфрендов, как правило, моложе или намного моложе себя: например, Ванилла Айс (разница — 9 лет), Жезус Лус, хотя Уоррен Битти — единственное исключение. Многие музыкальные критики связывали тексты её песен с многочисленными неудавшимися романами. Мадонна не столько встречалась с подходящими ей по статусу знаменитостями, сколько «ходила в народ» — заводила служебные романы с непубличными людьми. Другой особенностью являлось тотальное игнорирование женатых. Тараборелли: «Мадонна заявила, что если узнает о том, что Лурдес встречается с женатым мужчиной, то „просто убьёт её“».
По мере старения певицы западные журналисты всё сильнее сетовали на нежелание Мадонны держать под контролем свойственный всем профессиональным танцорам нарциссизм. Они безуспешно призывали её взять на себя хотя бы часть ответственности за то, какие эмоции её внешний вид после многочисленных травм (от заметно криво сросшихся переломов) и пластических операций вызывает у визуалов. Любой намёк на романтические отношения с намного более молодыми мужчинами подавался почти как повторение фабулы запрещённой в Древней Греции трагедии Еврипида «Ипполит закрывающийся» (названа так из-за сцены, где главная героиня Федра «повесилась» на своего пасынка, а тот от стыда закрылся накидкой) или как очень не «комильфо». Особый всплеск мемов был вызван её поцелуем на сцене с канадским рэпером Дрейком в 2015 году. В 2022 году шотландская журналистка Лоррейн Келли сравнила лицо 64-летней певицы — после пяти лет жизни в Португалии — с варёным яйцом.
В октябре 2022 года, всего через месяц после появления на публике с новым бойфрендом Эндрю Дарнеллом, певица причислила себя к геям. В отличие от знаменитого такими признаниями Робби Уильямса, она не уточнила свой процент гомосексуальности. Тематические западные СМИ восприняли такой каминг-аут 64-летней исполнительницы как серьёзный и социально значимый шаг.

## Хобби
В 2013 году нейропсихологи назвали многочасовые спортивные тренировки одним из секретов продолжительности и успеха её музыкальной карьеры.
Известна особой любовью к бегу, плаванию, велоспорту, йоге, пилатесу и, с 2000-х годов, к верховой езде.
Стала примером для американских любителей фитнеса и ввела моду на мускулистые женские руки.
В 2008 году тогдашний муж Гай Ричи говорил в интервью: «Спортзал помогает прилично продлить молодость. Тело моей жены — как у 22-летней спортсменки олимпийского калибра».
С 2000 года Мадонна известна как болельщица футбольного клуба «Челси» и команд, в системах которых заигран её приёмный сын Дэвид Банда. Посещала также бейсбольные, боксёрские и баскетбольные матчи.
С 80-х годов увлекалась коллекционированием живописи, уделяя особое внимание творчеству Фриды Кало, с которым Мадонну познакомила в 1983 году арт-консультант Дарлин Лутц. Стоимость коллекции во владении Мадонны составляла приблизительно 100 миллионов долларов.
В 2004 году 21-летнее сотрудничество с Лутц закончилось, а в 2017-м Дарлин выставила личные вещи певицы, среди которых — письмо Тупака Шакура, на аукцион.
В январе 2023 года Мадонну заподозрили в приобретении краденой картины — полотна французского художника Жерома-Мартена Ланглуа под названием «Диана и Эндимион».

## Здоровье

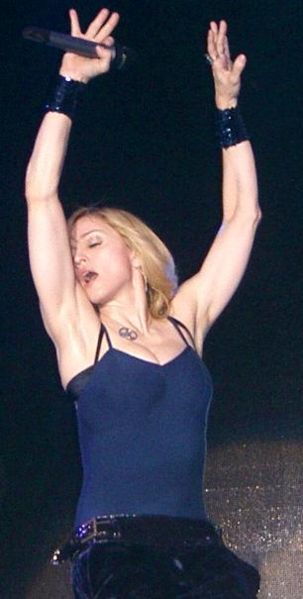
Мадонна на фестивале Коачелла в мае 2006 года. Прокачанные мышцы рук и корпуса помогли певице быстро восстановиться после серьёзного падения с лошади в августе 2005 года.

Особенность внешности — сохранившаяся до взрослого возраста диастема.
За первые 35 лет карьеры исполнительница отменила всего шесть концертов из-за проблем со здоровьем: четыре в 1990 году из-за респираторной инфекции и по одному в 2001 и 2012 из-за ларингита.
2 июня 2003 года Мадонна упала со своего горного велосипеда Cannondale на улице Лос-Анджелеса. Причиной падения стало её опасное вождение со стаканчиком кофе в одной руке. Инцидент обошёлся без травм.
16 августа 2005 года с Мадонной Чикконе-Ричи произошёл несчастный случай в собственном поместье — падение с новой лошади обернулось девятью переломами: рёбер, лопатки, ключицы и руки.
В апреле 2009 года ещё раз упала с лошади, получив мелкие травмы.
В январе 2014 года на танцевальной тренировке получила травму ноги, в результате которой несколько недель ходила с костылями.
В феврале 2015 года получила хлыстовую травму в результате вынужденного падения со сцены во время выступления на церемонии Brit Awards.
В январе 2017 года состояние здоровья позволило тогда 58-летней Мадонне через суд обойти возрастные ограничения на усыновление.
В октябре—декабре 2019 года во время тура Madame X Tour певица отменила пять концертов из-за травмы ноги: один в Бруклине, три в Бостоне и один в Майами. В январе—марте 2020 года во время того же тура Мадонна отметила восемь концертов по причине той же травмы: два в Лиссабоне, три в Лондоне и четыре в Париже. Тогда же певица начала использовать трость при ходьбе на улице.
В конце апреля 2020 года тест Мадонны на антитела к COVID-19 оказался положительным — так она узнала, что переболела коронавирусом. Позже она пояснила, что у неё самой и многих танцоров тура были симптомы гриппа.
В мае 2020 года Мадонне была проведена операция по восстановлению колена. В это же время она усилила слухи о якобы сделанной ею пластике ягодиц. Во время реабилитации после операции на колене певица поделилась с подписчиками Instagram своим танцем на одной ноге.
В июне 2020 года музыкант всё ещё передвигалась на костылях, но пришла на лондонскую акцию Black Lives Matter, организованную в память об убитом американце Джордже Флойде.
В ноябре 2022 года российский врач-психиатр Алексей Казанцев прокомментировал усилившийся в то время эпатаж исполнительницы в соцсетях — она выложила фото своей груди с прикрытыми разными стикерами — candy и money — сосками (тогда же она сменила цвет волос с карамельного бледно-розового на медный) и показала свой тверк. Специалист отметил следующее: «Бывает такое у мужчин и женщин в возрасте за 60 лет. Они становятся сексуально расторможенными. Это может говорить об органических изменениях в головном мозге, потому что основные институты с нами сохраняются до гробовой доски».
В июне 2023 года Мадонна была госпитализирована из-за развития бактериальной инфекции. После нескольких дней в отделении интенсивной терапии её перевезли домой на частной машине скорой помощи. В связи с болезнью певица отложила свой предстоящий концертный тур The Celebration Tour Выписавшись из больницы, она дала указания на случай своей смерти. Среди них — запрет на использование её голографического изображения.

## Благотворительность
|                                                       | I don't consider myself a FEMINIST. I consider myself a HUMANIST. |  | Я не считаю себя феминисткой. Я считаю себя гуманистом. |  |
| Мадонна в «On Stage and on the Record», MTV, 2003 год |                                                                   |  |                                                         |  |

- С середины 1980-х финансово поддерживала множество благотворительных организаций разного толка[130]. Также занималась тайной благотворительностью[131].
- В 1990-91 годах была отмечена за благотворительность сразу двумя организациями, борющимися со СПИДом — и получила награды «Commitment to Life Award» (1990)[132] и «Award of Courage» (1991)[133].
- В 2006 году основала благотворительную организацию Raising Malawi, занимающуюся помощью африканскому государству Малави в сферах образования и здравоохранения[134]. В 2013 году с помощью организации в стране было построено 10 новых школ[135]. В июле 2017 года организацией была построена первая в стране педиатрическая клиника[англ.][32].
- В 2020 году певица пожертвовала $1 млн на борьбу с коронавирусом COVID-19[136].

## Татуировки
7 декабря 2020 года певица сделала свою первую татуировку в лосанджелесском салоне Shamrock (рус. Трилистник) — первые буквы имён своих детей на запястье левой руки. Спустя полтора года у неё было уже пять татуировок — все на запястьях обеих рук: добавились буква X в шрифте альбома Madame X, логотип «Drowned World Tour» без буквы M (он же Древо Жизни в каббале), надпись «ивр. ישקה‎» (значит «поцелованный») и слово «фр. maman» (переводится как «маман, мать»). В сентябре 2022 года на запястье добавилась шестая татуировка — разбитое сердце в память скончавшейся 1 декабря 1963 года матери певицы.

### Комментарии
1. ↑  Фолк-исполнитель Джо Хенри знаком с Мадонной с 17-летнего возраста, так как учился с ней в одной школе. Сотрудничество: «Guilty By Association» (1996), «Don't Tell Me» (2000), «Jump» (2006)[17][18].
2. ↑  Согласно научной гипотезе учёных Йельского университета, хотя какие-то королевские корни есть у всех современных людей с европейским происхождением, по-прежнему непросто отследить, к какой именно королевской династии относятся благородные предки, а также степень родства[20].
3. ↑  Пока его (Гая Ричи) мать леди Эмбер была замужем за сэром Майклом Лейтоном с 1974 по 1980 год.
4. ↑  Имя певицы «Мадонна» на языке оригинала — в записи латиницей — является анаграммой английского имени популярного ирландского святого Адомнана, а также отсылает к библейскому имени «Ной» на латыни (лат. Ad Nonam)[141]. Также хорошо известна упоминаемая в Чис. 21:18, 19 стоянка древних израильтян Матанна (др.-евр. מַתָּנָֽה‬ — переводится как «Дар» — англ. Matannah)[142] в конце их 40-летнего странствования по пустыне, недалеко от Арнона. Сейчас нет никаких указаний на это место, но, должно быть, оно находилось к юго-западу от Мёртвого моря — между Беэром (англ. Beer) и Нахалиэлем (англ. Nahaliel), при этом последний не стоит путать с современным Нахлиэлем, основанным в 1984 году[143][144]. Согласно «Ономастикону» Евсевия Кесарийского, библейская Матанна располагалась в 19 км к востоку от Медевы (современной иорданской Мадабы). Это указывает на Телль-эль-Мудеийине около Вади-эт-Тамад. Там найдены остраки (осколки глиняной посуды) конца бронзового века[145].